# Wilhelm von Berthout
Wilhelm von Berthout († 4. Juli 1301) war von 1296 bis 1301 Bischof von Utrecht.

## Leben
Wilhelm entstammte dem Brabanter Adelsgeschlecht Berthout, der Herren von Mechelen. Seine Eltern waren Walter VII. († nach 1286), Herr von Mechelen und Maria von Auvergne, eine Tochter von Wilhelm X., Graf von Auvergne. Nach der Versetzung von Bischof Johann II. von Sierck nach Toul, wurde Wilhelm 1296 von der Utrechter Geistlichkeit zum Bischof gewählt und vom Papst betätigt. Er versuchte die Wirren nach dem Tode von Graf Florens V. von Holland zur Erweiterung des Hochstiftes zu nutzen. Es gelang ihm anfänglich, die Burg Muiden zu besetzen. Der Versuch, das von Holland besetzte Westfriesland zu erobern, scheiterte und Wilhelm musste nach Overijssel fliehen. Auch der Versuch, seinen Einfluss gegenüber dem Adel und der Stadt Utrecht auszubauen misslang. Unter der Führung des Utrechter Bürgermeisters Johann Lichtenberg und des Herrn von Montfoort kam es zum Aufstand. Wilhelm wurde gefangen genommen und  gezwungen, seinen Rücktritt zu erklären. Dazu reiste er nach Rom. Papst Bonifatius VIII. lehnte es ab den Rücktritt anzunehmen und beauftragte den Bischof von Münster, Wilhelm bei der Rückgewinnung seines Bistums zu unterstützen. Die Stadt Utrecht verweigerte seinem Heer den Einzug in die Stadt, worauf er begann das Gebiet der Herren von Amstel und Woerden zu verwüsten. Am 4. Juli 1301 kam es auf dem Hoogewoerd zwischen Utrecht und Montfoort zur Schlacht, in der Wilhelm fiel.